# Olga Assink
Olga Anne Maria Assink (født 25. marts 1978) er en tidligere hollandsk håndboldspiller, som i sin aktive karriere primært spillede i en række danske ligaklubber som Viborg HK, GOG og Skive fH samt på Hollands håndboldlandshold. Assink var stregspiller.

## Karriere
I slutningen af 1990'erne var der ikke en egentlig damehåndboldliga i Holland, og de bedste spillere trænede primært på landsholdet. Den danske landsholdstræner Jan Pytlick indledte et samarbejde med sin hollandske kollega Bert Bouwer, og han foreslog, at nogle af de bedste af spillerne skulle spille i Danmark. Derfor ankom i julen 1999 fire talentfulde hollandske landsholdsspillere, heriblandt Assink, til GOG med økonomisk støtte fra rigmanden Ton van Born. Spillerne blev hurtigt en succes og var blandt andet medvirkende til, at GOG vandt pokalturneringen i 1999-2000.
Fire år senere skiftede hun til storklubben Viborg HK, hvor hun spillede i alt fem sæsoner og var med til at vinde det danske mesterskab i 2004 og 2006, pokalfinalen i 2003, EHF-Cup'en i 2004 og EHF Champions League i 2006, sidstnævnte over slovenske RK Krim, med en samlet sejr over to kampe på 44-43. Egentlig stoppede hun sin karriere efter en del skader ved sæsonens afslutning i 2006, men efter en vellykket operation tog hun en afstikker til Skive fH i 2007-08 og fødte sit første barn, mens hun spillede på lavere niveau på Viborgs andethold, men i 2009 vendte hun tilbage til VHK's førstehold på et tidspunkt, hvor holdet havde skadesproblemer på stregpositionen. Sommeren 2010 var det dog endegyldigt slut på den aktive karriere.
På det hollandske landshold spillede Assink i alt 203 kampe i perioden 2000-2015, og hun er den mest scorende hollandske landsholdsspiller med 954 mål.
Hun blev i november 2016 assistent for Helle Thomsen som landstræner på det hollandske kvindehåndboldlandshold. Dette var hun indtil efteråret 2018.